# Peperomia dendrophila
Peperomia dendrophila är en pepparväxtart som beskrevs av Schlecht.. Peperomia dendrophila ingår i släktet peperomior, och familjen pepparväxter. Inga underarter finns listade i Catalogue of Life.